# Centemopsis gracilenta
Centemopsis gracilenta är en amarantväxtart som först beskrevs av William Philip Hiern, och fick sitt nu gällande namn av Schinz. Centemopsis gracilenta ingår i släktet Centemopsis och familjen amarantväxter. Inga underarter finns listade i Catalogue of Life.